# DirectAccess
DirectAccess — також відомий як уніфікований віддалений доступ — це технологія на зразок віртуальної приватної мережі, яка надає інтранетні підключення для клієнтських комп'ютерів, якщо вони під'єднані до Інтернету. На відміну від звичного з'єднання у віртуальній приватній мережі, яке має бути ініційоване і терміноване дією користувача, прямий доступ розроблено, щоб з'єднання встановлювалось автоматично, щойно комп'ютер підключився до Інтернету.
Технологія розроблена корпорацією Microsoft та вперше була представлена в серверній операційній системі Windows Server 2008 R2.
Хоча DirectAccess була розроблена на основі технології Microsoft, існують сторонні рішення для доступу до внутрішніх серверів UNIX і Linux через DirectAccess. У Windows Server 2012 DirectAccess повністю інтегрований в операційну систему, забезпечуючи користувальницький інтерфейс для налаштування і вбудовану підтримку IPv6 і IPv4

## Технологія
DirectAccess встановлює з'єднання від клієнта до DirectAccess серверу через IPsec тунель і використовує IPv6 для доступу до інтранетних ресурсів або до інших клієнтів DirectAccess. Ця технологія інкапсулює IPv6 трафік поверх IPv4, щоб мати можливість підключитись до мережі інтранет використовуючи мережу Інтернет, котра досі здебільшого працює через IPv4 трафік.
Весь трафік до мережі інтранет зашифрований з використанням протоколів IPsec і інкапсульований в IPv4 пакети (у випадку, коли неможливо встановити з'єднання використовуючи протокол IPv6), що означає, що в більшості випадків не потрібно конфігурувати мережевий екран або використовувати проксі.

## DirectAccess таVPN
За принципом роботи ці дві технології схожі, проте є певні значні відмінності між ними:
1. З'єднання з VPN сервером завжди ініціюється користувачем (а отже воно - опціональне), в той час як з'єднання з DirectAccess сервером встановлюється самою машиною (комп'ютером)[1].
2. З'єднання з VPN сервером може відбуватись будь-яким клієнтом, в той час як з'єднання з DirectAccess сервером може бути виконане виключно клієнтами з корпоративного домену, оскільки їх Active Directory комп'ютер є частиною процесу автентифікації.
3. Користувачам VPN серверу необхідно встановлювати спеціальні VPN-клієнти[2].
4. DirectAccess з'єднання є також двонаправленими[1][2], що означає, що системний адміністратор DirectAccess серверу може певною мірою керувати DirectAccess клієнтами.

Враховуючи певні відмінності між цими технологіями, та і за словами провідного інженера технології DirectAccess - вона не є заміною традиційній технології VPN.

## Майбутнє DirectAccess
Згодом після виходу Windows 10 Microsoft представила новішу, схожу технологію "Always On VPN", що виглядає "вбивцею" DirectAccess, корпорація Microsoft поки що не анонсувала технологію DirectAccess як застарілу.